# Argelia en los Juegos Paralímpicos de Atenas 2004
Argelia estuvo representada en los Juegos Paralímpicos de Atenas 2004 por un total de 18 deportistas, 14 hombres y cuatro mujeres.

## Medallistas
El equipo paralímpico argelino obtuvo las siguientes medallas:
| Nombre         | Deporte   | Evento                   |
| -------------- | --------- | ------------------------ |
| Oro            |           |                          |
| Safia Yelal    | Atletismo | Jabalina F56-58 femenino |
| Nadia Meymej   | Atletismo | Peso F56-58 femenino     |
| Samir Nuiua    | Atletismo | 1500 m T46 masculino     |
| Samir Nuiua    | Atletismo | 5000 m T46 masculino     |
| Karim Betina   | Atletismo | Peso F32 masculino       |
| Mesaud Nin     | Yudo      | –90 kg masculino         |
| Plata          |           |                          |
| Samir Nuiua    | Atletismo | 800 m T46 masculino      |
| Hakim Yahiaui  | Atletismo | Disco F13 masculino      |
| Bronce         |           |                          |
| Mohamed Alek   | Atletismo | 200 m T37 masculino      |
| Omar Benchiheb | Atletismo | 1500 m T11 masculino     |
| Jaled Hanani   | Atletismo | 1500 m T37 masculino     |
| Mohamed Isaui  | Atletismo | 1500 m T46 masculino     |
| Karim Betina   | Atletismo | Maza F32/51 masculino    |